# Cagliari (nave)
La Cagliari fu una nave da carico della classe Foscolo, in servizio con questo nome per la Tirrenia di Navigazione dal 1947 al 1977. In precedenza, con il nome di Oriani (da alcune fonti riportato come Alfredo Oriani), aveva prestato servizio durante la seconda guerra mondiale, venendo affondato dai tedeschi nel 1944.

## Caratteristiche
La nave, appartenente ad una classe di undici unità, era stata pensata per prestare servizio sulle linee merci per il Nord Europa della Tirrenia. In aggiunta alle merci, poteva trasportare fino a 12 passeggeri, per i quali erano disponibili dieci cabine (otto singole e due doppie), tutte con servizi privati. Le sale pubbliche comprendevano una sala di convegno e bar con 18 posti e una sala da pranzo da 16 posti. La portata lorda era di circa 4 100 tonnellate; la nave disponeva di cinque stive, con una capacità complessiva di 7 083 m³. Le stive 1, 4 e 5 erano caricate per mezzo di bighi, la 2 e la 3 mediante gru elettriche.
Lo scafo, in acciaio saldato e chiodato, era diviso longitudinalmente da sette paratie stagne; i ponti erano cinque, due dei quali (il ponte principale e quello di coperta) continui da poppa a prua. Dopo lo scoppio della Seconda Guerra Mondiale il progetto fu modificato per rendere le navi più resistenti ad eventuali falle derivanti da attacchi: le paratie stagne furono alzate fino al ponte di coperta, la stiva 4 fu divisa da un'ulteriore paratia stagna e la stiva 5 fu riempita di sughero. La nave era spinta da un motore LS 688 C della FIAT Grandi Motori, che erogava 4 375 cavalli a 125 giri al minuto, grazie al quale poteva raggiungere una velocità di crociera di 14,75 nodi.
Vista l'impellente necessità di riattivare i collegamenti passeggeri per le isole maggiori, nel 1948 la nave, similmente a quanto fatto per la gemella Giosuè Borsi, fu trasformata in unità mista merci-passeggeri. Il numero massimo di passeggeri trasportabili passò da 12 a 570; le sistemazioni passeggeri comprendevano 18 cabine di prima classe (con 47 posti in totale), 14 di seconda classe (con 52 posti letto) e quattro dormitori di terza classe, due per uomini (con 80 posti complessivi) e due, con 12 letti ciascuno, per donne. Furono poi aggiunte tre sale da pranzo separate, una per classe. Nel 1953, con l'entrata in servizio delle unità di classe Regione, la Cagliari fu ritrasformata in nave da carico, riassumendo in larga parte le caratteristiche precedenti.

## Servizio
La Oriani fu impostata il 21 febbraio 1940 e varata il 4 giugno 1942, fu consegnata alla Tirrenia il 1 dicembre e, come le altre unità della classe, requisita nella stessa data dalla Regia Marina. Il 1 marzo 1943 la nave fu silurata e subì l'allagamento delle stive prodiere. Sopravvissuta all'attacco, a maggio fu immessa in bacino per effettuare le riparazioni provvisorie; venne in seguito inviata al cantiere del Muggiano, dove le riparazioni furono completate utilizzando anche delle parti della gemella Giosuè Borsi, ancora in costruzione. Il 21 luglio, rientrata in servizio, la Oriani fu nuovamente silurata da un sommergibile britannico mentre era al largo di Bastia. Fu rimorchiata al cantiere navale di La Spezia per le riparazioni, ma dopo l'8 settembre fu sequestrata dai tedeschi; non ancora in grado di navigare, fu affondata il 21 gennaio 1944 per ostruire il porto. Considerata un relitto alla fine delle ostilità, fu riacquistata dalla Tirrenia, che ne commissionò il recupero. L'operazione fu completata il 20 giugno 1946 e la nave fu inviata ai cantieri navali di La Spezia, dove le riparazioni furono concluse nell'ottobre 1947. Rinominata Cagliari, la nave fu noleggiata al Lloyd Triestino, che la destinò ad espletare le linee per le Indie: la nave partì il 19 novembre per il primo viaggio, facendo scalo a Napoli, Alessandria, Massaua, Aden e Bombay. 
Nel maggio dell'anno seguente la Cagliari fu inviata ai cantieri della Navalmeccanica, Bacini e Scali Napoletani per convertirla in nave mista merci-passeggeri: furono aggiunte sistemazioni per 227 passeggeri, in parte ricavate nelle stive. La nave fu riconsegnata alla Tirrenia il 27 agosto 1948, venendo destinata prima alla linea Civitavecchia - Olbia e poi alla Napoli - Palermo, in coppia con la gemella Giosuè Borsi. Nel 1953, con l'entrata in servizio delle unità della classe Regione, la Cagliari fu inviata ai Bacini e Scali Napoletani, per essere riconvertita in nave merci. I lavori durarono dal 28 maggio al 26 luglio 1953; in seguito la nave fu riconsegnata alla Tirrenia e destinata alle linee per il Nord Europa, come originariamente previsto 15 anni prima. In particolare, fu impiegata sulla Linea 36, che prevedeva scali a Venezia, Bari, Catania, Messina, Palermo, Napoli, Londra, Amburgo, Rotterdam, Anversa e, al ritorno, Savona (o Genova), Napoli, Messina, Catania, Bari e Trieste. Nel maggio 1975 la nave fu noleggiata all'Adriatica di Navigazione, con la quale la Tirrenia aveva concluso un accordo di cessione delle linee verso il Nord Europa, che furono integrate con i servizi per il Medio Oriente. La Cagliari rimase in servizio per Adriatica insieme alla gemella Giosuè Borsi e alla Vallisarco fino al 23 agosto 1976, quando fu sostituita da traghetti ro-ro merci e posta in disarmo a Napoli. Acquistata da armatori ciprioti nel febbraio 1977, fu rinominata Lucky e rimase in servizio fino al 1979, quando fu venduta per la demolizione, effettuata a Vado Ligure ad agosto.

## Origine del nome
La nave era originariamente intitolata allo scrittore, storico e poeta Alfredo Oriani. Dopo la seconda guerra mondiale fu ribattezzata Cagliari, nome già appartenuto in precedenza a un'altra nave della Tirrenia affondata durante la guerra.